# Earl av Warwick
Earl av Warwick är en engelsk adelstitel, som burits inom flera frejdade släkter. 
Den gavs först av Vilhelm II Rufus åt den normandiske ädlingen Henry de Newburgh (död 1128), bars inom dennes släkt till 1297 och kom genom arv till släkten Beauchamp, där den bars av bland andra Richard Beauchamp, 13:e earl av Warwick. Hans son Henry Beauchamp, upphöjdes 1444 till hertig av Warwick. Han slöt ätten på svärdssidan, och hans svåger Richard Neville ärvde 1450 earltiteln. 
Titeln bars sedermera av en medlem av konungahuset, hertigens av Clarence son Edvard Plantagenet, och gavs 1547 åt John Dudley, sedermera hertig av Northumberland och utslocknade i denna släkt 1590, med sonen Ambrose. 
Titeln återupplivades därefter 1618 inom släkten Rich, bars där till 1759 och gavs samma år åt en medlem av släkten Greville, som var ägare av Warwick Castle. Inom denna familj fortlever titeln. Dess nuvarande innehavare är Guy David Greville, 9:e earl av Warwick.